# Opuntia urbaniana
Opuntia urbaniana ist eine Pflanzenart in der Gattung der Opuntien (Opuntia) aus der Familie der Kakteengewächse (Cactaceae). Das Artepitheton urbaniana ehrt den deutschen Botaniker Ignatz Urban.

## Beschreibung
Opuntia urbaniana wächst strauchig. Die linealischen bis länglichen Triebabschnitte sind bis zu 20 Zentimeter lang und bis zu 5,5 Zentimeter breit. Die Glochiden sind gelblich. Die ein bis zwei manchmal abgeflachten und verdrehten, anfangs weißlichen Dornen sind später gelblich. Sie sind bis zu 5 Zentimeter lang.
Die gelben Blüten sind bis zu 5 Zentimeter lang. Über die Früchte ist nichts bekannt.

## Verbreitung und Systematik
Opuntia urbaniana ist in der Dominikanischen Republik und auf Haiti verbreitet.
Die Erstbeschreibung durch Erich Werdermann wurde 1931 veröffentlicht. Ein nomenklatorisches Synonym ist Consolea urbaniana (Werderm.) F.M.Knuth (1936).
Opuntia urbaniana ist nur unzureichend bekannt.

## Nachweise